# Tianjin
Tianjin (kineski: 天津, pinyin: Tiānjīn; doslovno: „Carski zaljev”), poznat i kao Tjencin (po bivšoj romanizaciji imena kao Tientsin ili T'ien-chin), je grad u Narodnoj Republici Kini. Jedan je od četiri kineska grada koji imaju status provincije i koji su pod izravnom kontrolom vlade. 
Njegovo urbano gradsko područje bilo je dom za 12.491.300 stanovnika 2016. god. i također je 29. najveća aglomeracija na svijetu (između Chengdua i Rio de Janeira) i 11. najnaseljeniji grad na svijetu. 
Stanovnici Tianjina govore Tianjinskim dijalektom kineskog mandarinskog jezika.

## Zemljopisne odlike
Tianjin leži na sjeveru zemlje, točnije na istoku Provincije Hebei, na krajnjem sjeveroistočnom rubu Velike kineske nizine, udaljen oko 120 km sjeveroistočno od Pekinga.Sam centar grada leži uz obale rijeke Hai He preko koje je povezan s obližnjim Bohajskim morem koje je udaljeno oko 56 km. Općina Tianjin prostire se na površini od 11.760 km²od tog na uži centar otpada 174,9 km².
Rijeka Hai He je Velikim kanalom povezana sa Žutom rijekom, te je Tianjin prometno čvorište koje povezuje ove plovne putove s lukama u Bohajskom zaljevu, odnosno moru.

## Povijest
Otvorenje Velikog kanala u vrijeme dinastije Sui ubrzalo je razvitak grada, tako da je relativno brzo dobio sve atribute snažnog trgovačkog središta.  
Tianjin je bio važno transportno i trgovačko središte još od vremena mongolske Dinastije Yuan (1206. – 1368.). Tako da je poznat kao kozmopolitski grad davno prije nego što su u njega došle europske trgovačke zajednice u 19. stoljeću. On je od pamtivijeka morska luka Pekinga, što je potaknulo dolazak etnički raznolikih grupa u grad, što je opet pomoglo razvoju grada u važno trgovačko središte. 
Utvrđeni grad Tianjin sagrađen je 1404., a status prefekture dobio je 1725. godine.
God. 1870. obilježio je tzv. „Tjencinski masakr” u kojemu su francuski katolički svećenici i časne sestre bili napadnuti i pobijeni pod optužbom da su otimali i ubijali djecu, što je okončano vojnom stranom intervencijom. Za vrijeme bokserskog ustanka grad je bio sjedište privremene vlade u Tianjinu. U vrijeme dinastije Qing i Republike Kine, Tianjin je postao jedan od najvećih gradova u regiji. U to vrijeme izgrađene su brojne zgrade i palače u europskom stilu u koncesijama, od kojih su mnoge danas dobro očuvane. Tako da je i danas Tianjin poznat po svojim ručno tkanim tkaninama, keramičkim figuricama, ručno oslikavanim grafičkim listovima i izvrsnim jelima od plodova mora.
Nakon osnivanja Narodne Republike Kine, Tianjin je pretrpio depresiju zbog politike središnje vlade i potresa u Tangšanu 1976., ali se oporavio od 1990-ih. 
Od 2010, Financijska četvrt Yujiapu u Tianjinu je postala poznata kao „Kineski Manhattan”.

## Znamenitosti
- Hram velikog suosjećanja (大悲院 Dàbēi Yuan) je zen budistički hram sagrađen za vrijeme dinastije Qing iz 1669. godine i najveći je i najstariji u gradu.
- Stara kulturna ulica Guwenhua Jie (古文化街) je otvorena 1986. god. kako bi se sačuvao dio grada iz dinastije Qingu čijem središtu se nalazi Palača Niangniang, hram morske božice Mazu iz 1326. god., poznat i kao Tianhou Gong („Palača nebeske kraljice”)
- Huangyaguan ili Prolaz Huangya (黄崖关 Huángyáguān; doslovno: „Prolaz žutih litica”) je mali dio Kineskog zida iz dinastije Ming koji se nalazi na sjeveru okruga Ji, općina Tianji, otprilike 126 km sjeverno od grada Tianjina.
- Europske koncesije Tianjina (天津意租界 Tiānjīn Yì Zūjiè) je područje grada kojim su od 1901. – 1947. god. upravljale europske države koje su dobile koncesije zbog gušenja bokserskog ustanka. Tako su Austro-Ugarska, Belgija, Francuska, Njemačka, Italija i Velika Britanija izgradile brojne građevine u svojim arhitektonskim stilovima, uglavnom historicizam.
- Katedrala sv. Josipa iz 1913. god., poznata i kao Xikai crkva, izgrađena je u neoromaničkom stilu i najveća je crkva u Tianjinu.
- Narodni park u Tianjinu (人民公园 Rénmín Gōngyuán) je izvorno napravljen 1863. kao privatni Rong Garden (荣园), a doniran je državi i otvoren za javnost 1951. god.
- Tianjin TV toranj je 415,2 m visok komunikacijski toranj koji je izgrađen 1991. god. i 8. je najviša građevina na svijetu.
- Oko Tianjina (天津 之 眼) je 120 metara visok panoramski kotač izgrađen iznad mosta Yongle 2008. god.

- Ulaz u Tianhou Gong („Palaču nebeske kraljice”)
- Pagoda Hrama velikog suosjećanja
- Kineski zid kod Huangyaguana
- Talijanska vila pored trga Piazza Regina Elena iz 1920-ih
- Katedrala sv. Josipa
- Narodni park 2006.
- Tianjin TV toranj
- Oko Tianjina

## Uprava
Tianjin je podijeljen na 16 administrativnih dijelova, koji su svi distrikti (županije), a koji su nadalje podijeljeni na 120 gradića, 18 naselja, 2 etnička naselja i 100 pod-distrikta:
| Upravna podjela Tianjina | Upravna podjela Tianjina     | Upravna podjela Tianjina | Upravna podjela Tianjina | Upravna podjela Tianjina  | Upravna podjela Tianjina | Upravna podjela Tianjina | Upravna podjela Tianjina | Upravna podjela Tianjina | Upravna podjela Tianjina | Upravna podjela Tianjina | Upravna podjela Tianjina | Upravna podjela Tianjina | Upravna podjela Tianjina | Upravna podjela Tianjina |
| --- | ---------------------------- | ------------------------ | ------------------------ | ------------------------- | ------------------------ | ------------------------ | ------------------------ | ------------------------ | ------------------------ | ------------------------ | ------------------------ | ------------------------ | ------------------------ | ------------------------ |
| 1 2 3 4 5 6 Jizhou Baodi Ninghe Binhai Dongli Jinnan Xiqing Beichen Wuqing Jinghai 1. Heping 2. Hexi 3. Hebei 4. Nankai 5. Hedong 6. Hongqiao |                              |                          |                          |                           |                          |                          |                          |                          |                          |                          |                          |                          |                          |                          |
| Upravni kodovi | Podjela                      | Površina (km2)           | Stanovništvo 2010.       | Stanovništvo urbano 2010. | Sjedište                 | Poštanski broj           | Podpodjele               | Podpodjele               | Podpodjele               | Podpodjele               | Podpodjele               | Podpodjele               | Podpodjele               |                          |
| Upravni kodovi | Podjela                      | Površina (km2)           | Stanovništvo 2010.       | Stanovništvo urbano 2010. | Sjedište                 | Poštanski broj           | Pod-distrikti            | Gradići                  | Naselja                  | Etnička naselja          | Stambene zajednice       | Sela                     |                          |                          |
| 120000 | Tianjin 天津市 Tiānjīn Shì   | 11760,00                 | 12.938.693               | 10.277.893                | Hexi                     | 300000                   | 112                      | 118                      | 10                       | 1                        | 1723                     | 3762                     |                          |                          |
| 120101 | Heping 和平区 Hépíng Qū      | 9,97                     | 273.477                  | 273.477                   | Xiaobailou               | 300041                   | 6                        |                          |                          |                          | 63                       |                          |                          |                          |
| 120102 | Hedong 河东区 Hédōng Qū      | 15,06                    | 860.852                  | 860.852                   | Dawangzhuang             | 300171                   | 13                       |                          |                          |                          | 158                      |                          |                          |                          |
| 120103 | Hexi 河西区 Héxī Qū          | 41,24                    | 870.632                  | 870.632                   | Dayingmen                | 300202                   | 13                       |                          |                          |                          | 171                      |                          |                          |                          |
| 120104 | Nankai 南开区 Nánkāi Qū      | 40,64                    | 1.018.196                | 1.018.196                 | Changhong                | 300110                   | 12                       |                          |                          |                          | 180                      |                          |                          |                          |
| 120105 | Hebei 河北区 Héběi Qū        | 29,14                    | 788.451                  | 788.451                   | Wanghailou               | 300143                   | 10                       |                          |                          |                          | 109                      |                          |                          |                          |
| 120106 | Hongqiao 红桥区 Hōngqiáo Qū  | 21,30                    | 531.526                  | 531.526                   | Xiyuzhuang               | 300131                   | 10                       |                          |                          |                          | 196                      |                          |                          |                          |
| 120110 | Dongli 东丽区 Dōnglì Qū      | 460,00                   | 598.966                  | 591.040                   | Zhangguizhuang           | 300300                   | 9                        |                          |                          |                          | 90                       | 102                      |                          |                          |
| 120111 | Xiqing 西青区 Xīqīng Qū      | 545,00                   | 713.060                  | 524.894                   | Yangliuqing              | 300380                   | 2                        | 7                        |                          |                          | 106                      | 151                      |                          |                          |
| 120112 | Jinnan 津南区 Jīnnán Qū      | 401,00                   | 593.063                  | 590.072                   | Xianshuigu               | 300350                   |                          | 8                        |                          |                          | 68                       | 165                      |                          |                          |
| 120113 | Beichen 北辰区 Běichén Qū    | 478,00                   | 669.121                  | 575.103                   | Guoyuanxincun            | 300400                   | 5                        | 9                        |                          |                          | 115                      | 126                      |                          |                          |
| 120114 | Wuqing 武清区 Wǔqīng Qū      | 1570,00                  | 951.078                  | 352.659                   | Yunhexi                  | 301700                   | 6                        | 24                       |                          |                          | 64                       | 695                      |                          |                          |
| 120115 | Baodi 宝坻区 Bǎodǐ Qū        | 1523,00                  | 799.157                  | 271.992                   | Baoping                  | 301800                   | 6                        | 16                       |                          |                          | 37                       | 765                      |                          |                          |
| 120116 | Binhai 滨海新区 Bīnhǎi Xīnqū | 2270.00                  | 2,423,204                | 2.313.361                 | Xingang                  | 300451                   | 19                       | 7                        |                          |                          | 254                      | 144                      |                          |                          |
| 120117 | Ninghe 宁河区 Nínghé Qū      | 1414,00                  | 416.143                  | 152.388                   | Lutai                    | 301500                   |                          | 11                       | 3                        |                          | 34                       | 282                      |                          |                          |
| 120118 | Jinghai 静海区 Jìnghǎi Qū    | 1476,00                  | 646.978                  | 293.014                   | Jinghai                  | 301600                   |                          | 16                       | 2                        |                          | 46                       | 383                      |                          |                          |
| 120119 | Jizhou 蓟州区 Jìzhōu Qū      | 1590,00                  | 784.789                  | 270.236                   | Wenchang                 | 301900                   | 1                        | 20                       | 5                        | 1                        | 32                       | 949                      |                          |                          |

## Stanovništvo
Prema popisu iz 2010., Tianjin je imao 12.938.224 stanovnika, dok je metropolitansko područje imalo 15,4 milijuna stanovnika. Većina stanovništva su Han Kinezi (97,29 %), a u gradu obitavaju ukupno 51 od 55 manjina prisutnih u Kini; najbrojniji su Huej (1,75 %), Mandžurci (0,57 %), Mongoli (0,12 %), Korejci (0,11 %) i dr.
| 1953.   | 1982.                | 1990.               | 2000                | 2010.               | 2013.                | 2016.                |
| ------- | -------------------- | ------------------- | ------------------- | ------------------- | -------------------- | -------------------- |
| 577.000 | 2.693.831 (+188,2 %) | 7.764.141 (+13,2 %) | 8.785.402 (+12,1 %) | 9.848.731 (+31,4 %) | 12.938.224 (+13,8 %) | 15.621.200 (+12,1 %) |

## Gospodarstvo
Današnji Tianjin je jedan od najznačajnijijih industrijskih gradova i najveća luka sjeverne Kine. Uz turizam i zemljoradnju, gospodarsku sliku grada dopunjuju i kapaciteti petrokemijske, tekstilne i automobilske industrije. Najrazvijenije su metalska, i kemijska industrija uz brodogradnju. Proizvode se teški strojevi za rudarstvo, ali i strojevi za tekstilnu industriju, traktori, bicikli, dizala, kamioni, električni i elektronski uređaji, satovi i precizni instrumenti. 
Uz industriju Tianjin je razvio i značajni financijski centar u kojemu djeluju sve važnije kineske banke.

## Sport
- Tianjin TEDA F.C., nogometni klub

## Gradovi prijatelji
| - Melbourne (od 5. svibnja, 1980.) - Sarajevo (od 28. svibnja, 1981.) - Amazonas (federalna brazilska država) (od 20. listopada, 1997.) - Rio de Janeiro (od 18. travnja, 1995.) - Oblast Plovdiv (od 15. listopada, 1989.) - Turku (od 17. kolovoza, 2000.) - Nord-Pas de Calais (od 10. listopada, 1984.) - Kutaisi - Milano (od 9. svibnja, 1985.) | - Rishon LeZion - Chiba (od 7. svibnja, 1986.) - Kobe (od 24. lipnja, 1973.) - Yokkaichi (od 28. listopada, 1980.) - Incheon (od 7. prosinca, 1993.) - Ulan Bator (od 27. rujna, 1992.) - Groningen (od 12. rujna 1985.) - Abidjan (od 26. rujna 1992.) - Łódź (od 1. listopada 1994.) | - Clarence, New York (od 10. studenoga 2001.) - Dallas - Greenville, South Carolina - Philadelphia (od 10. veljače, 1980.) - Nampo (od 11. kolovoza, 2002.) - Jönköping (od 23. rujna, 1993.) - İzmir (od 23. rujna, 1991.) - Harkiv (od 14. lipnja, 1993.) - Haiphong (od 8. siječnja, 1999.) |

## Vanjske poveznice
- Atrakcije Tianjina  Arhivirana inačica izvorne stranice od 23. svibnja 2009. (Wayback Machine)